# Gudhjem

Gudhjem na mapie Bornholmu

Gudhjem − miasto na północno-wschodnim wybrzeżu Bornholmu (Dania), 25 km od Rønne. Ma 724 mieszkańców (2011). Znane jest przede wszystkim ze swoich wędzarni, a także ze stromych uliczek i śródziemnomorskiego klimatu.
Nie wiadomo kiedy Gudhjem otrzymało prawa miejskie. W roku 1585 był w mieście sąd. Pierwszą przystań wybudowano w tym miejscu w połowie XIX wieku, jednak została ona zniszczona przez sztorm w 1872 i odbudowana w 1889. W latach 1897–1906 powstała druga przystań.
Uważa się, że Gudhjem jest „ojczyzną” wędzonego śledzia – to tutaj zaczęto przyrządzanie ich w ten sposób na szerszą skalę. Od lat 40. XIX wieku wędzone śledzie eksportowano do Kopenhagi. W Gudhjem powstał też bornholmski specjał Sol over Gudhjem (Słońce nad Gudhjem), będący kompozycją ciemnego chleba, wędzonego śledzia, surowego żółtka jajka, rzodkiewki i koperku.
Z przystani w Gudhjem odpływają statki na Christiansø (od roku 1684).